# مارک پاتن
مارک پاتن (به فرانسوی: Marc Patin) نویسنده و شاعر قرن بیستم میلادی اهل فرانسه است.